# ブックメイトまるぜん
株式会社ブックメイトまるぜんは、かつて北海道室蘭市母恋北町に本社を置いていた書店、社名略称としてBMグループと称することが多かった。

## 概要
1931年に「百貨丸善」として創業し、1950年に「有限会社丸善書店」として法人化し室蘭市内に複数店舗を展開。
1973年に初の室蘭市外の店舗として苫小牧市に出店し「ブックメイトまるぜん」チェーンを展開し、1991年には札幌市に進出し第2チェーン「ブッククラブ」を展開、1992年に「株式会社ブックメイトまるぜん」に改称・改組。
道央圏を中心に2007年時点で18店舗を展開していたが、2009年（平成21年）11月5日限りで全店舗を閉店。
大手書店の丸善とは資本・人材とも無関係である。